# تشابه معنوي
التشابه المعنوي هو الرابطة التي تجمع المتشابهات المعنوية، وهي الألفاظ التي تشترك في بعض المعاني دون كلها، ومبادلة بعضها بالبعض لا تجوز. مثل لفظتي الشيخ والعجوز.
تعرف المتشابهات المعنوية بأسماء أخرى منها أشباه المترادفات وأنصاف المترادفات ونواقص الترادف والمترادفات الجزئية (في مقابل كاملات الترادف أو المترادفات الكلية أي ما تجوز مبادلتها وعلى خلاف المترادفات المجازية) والمتقاربات الدلالية (التقارب الدلالي في مقابل التباعد الدلالي وعلى خلاف التشابه الدلالي).